# Super Mario World 2: Yoshi's Island
Super Mario World 2: Yoshi's Island, в Японії вийшла під назвою Super Mario: Yossy Island (яп. スーパー マリオ ヨッシーアイランド, Sūpā Mario: Yosshī Airando) — платформер, випущений компанією Nintendo для SNES у 1995 році; пріквел гри Super Mario World. У 2002 році гра була портована на Game Boy Advance. Була однією з найбільш продаваних, а також однією з найбільш значущих ігор на SNES.

## Сюжет
Дія гри розгортається на загубленому острові, відомому як Острів Йоші (англ. Yoshi's Island) — батьківщині всіх динозаврів Йоші, в той час, коли Маріо та Луїджі були ще немовлятами. На динозаврика Йоші з неба звалюється малюк Маріо. Його втратив лелека, на якого напав злий чарівник-Купа Камеко. Крім того, чарівник викрав брата Маріо — малюка Луїджі. Йоші і його друзі-динозаври вирішують допомогти маленькому Маріо подолати острів, врятувати брата і повернутися до батьків, а Камеко створює їм перешкоди і підсилює за допомогою своєї магії ворогів, кількість яких збільшується на шляху Йоші.

## Ігровий процес
Гравець керує динозавриками Йоші. Маріо в грі з'являється в ролі беззахисного малюка, який сидить на спині у динозавра, і який нездатен самостійно пересуватися, але Йоші може знайти спеціальну зірку, яка дозволить Маріо пересуватись на короткий час.
Йоші може поїдати більшість ворогів, перетворюючи їх у різнокольорові яйця, які йдуть за ним по п'ятах і можуть використовуватись як метальна зброя (використовується навіть проста схема наведення на ціль). На деяких рівнях Йоші може трансформуватися: наприклад, перетворитися на гелікоптер для подолання повітряних перешкод, або стати кротом, долаючи підземні перешкоди. Якщо хтось з ворогів вдаряє динозаврика, малюк Маріо злітає з його спини і парить, знаходячись у мильній кулі; запускається зворотній відлік, і якщо за відведений час гравець, управляючи Йоші, не встигне зловити Маріо, прилітають слуги Камеко і викрадають його, при цьому Йоші втрачає одне життя.
Гра складається з шести ігрових світів, кожен з яких у свою чергу ділиться на вісім рівнів, що в сумі з бонусними і прихованими зонами дає 55 унікальних ігрових рівнів. При проходженні гравець зіштовхується зі 127-ома видами ворогів, близько 40 з яких були розроблені ексклюзивно для гри.
На кожному рівні є 20 прихованих червоних монеток, 5 квіточок і 30 максимально накопичених секунд таймера Маріо (зірочок). Якщо зібрати всі з них, раунд буде пройдено на 100 %, і після того, як в одному зі світів будуть повністю пройдені всі 8 раундів, відкривається додатковий рівень. Таким чином, гра включає в себе шість секретних рівнів (по одному в кожному світі), проходити які можна знову і знову з метою збору корисних речей і додаткових життів, які можна виграти в бонусній грі в кінці кожного рівня.

## Технічне виконання
Гра використовує мікрочип Super FX 2 для масштабування спрайтів (у рекламній кампанії, що проводилася на території США, цей візуальний ефект називався «Morphmation») і багаторівневий скролінг (англ. parallax scrolling), що створює ілюзію глибини простору.
Вважається, що унікальна художня техніка, в якій намальовані фони і персонажі гри, стала результатом протистояння всередині оцінного комітету Nintendo: вражені недавнім виходом Donkey Kong Country, що використав заздалегідь візуалізовані тривимірні моделі персонажів як спрайтів, члени комітету наполягали на тому, щоб майбутній проєкт також використав подібну техніку. З чим категорично не погодився продюсер проєкту, Сігеру Міямото (якому ніколи не подобався стиль Donkey Kong Country). Усупереч тиску з боку комітету, Міямото просунув свій варіант, згідно з яким вся образотворча частина гри імітувала малюнки кольоровими олівцями і нагадувала більше мультяшний стиль, ніж 3D. У підсумку комітет прийняв і схвалив його версію.
Тим не менш, у вступному ролику до гри і деяких внутрішньоігрових інтерлюдіях можна спостерігати анімаційні фрагменти, які використовують моделі заздалегідь візуалізованих трьохвимірних персонажів.